# Hornwehrvogel
Der Hornwehrvogel (Anhima cornuta) ist eine Art aus der Familie der Wehrvögel, die zu den nächsten Verwandten der Entenvögel zählt. Er ist der einzige Vertreter der Gattung der Hornwehrvögel (Anhima).
Der Hornwehrvogel ist ein großer, hühnerartig wirkender Vogel mit ziemlich hohen Beinen. Er erreicht ausgewachsen eine Körperlänge von 84 Zentimetern und wiegt dann zwischen zwei und drei Kilogramm. Er ist damit der größte der drei Wehrvögel-Arten. Das Körpergefieder ist schwarz-weiß mit einem schmalen, bis zu zehn Zentimeter langen Fortsatz, der von der Stirn nach vorne oben weist.
Zu der Ähnlichkeit mit Hühnervögeln trägt vor allem der Kopf bei, der in einem Schnabel endet, wie er häufig bei dieser Familie zu finden ist. Zwischen seinen langen Zehen befinden sich nur andeutungsweise Schwimmhäute; aufgrund der Ähnlichkeiten beim Muskelsystem und beim Knochenbau wird diese Art in die Nähe der Entenvögel eingeordnet.
Der Hornwehrvogel ist ein Standvogel des tropischen Südamerikas und kommt von Kolumbien über Brasilien bis ins nördliche Argentinien vor. Die Nahrung besteht hauptsächlich aus Wasserpflanzen. Er weidet aber auch häufig an Land. Das Weibchen legt vier bis sechs Eier in ein Nest am Boden. Die Jungvögel schlüpfen nach sechs Wochen.